# Knut Schreiner

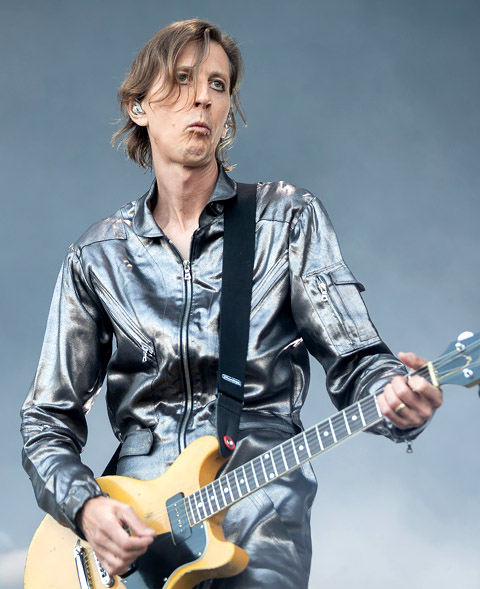
Knut Schreiner (2019)

Knut Schreiner (* 18. Dezember 1974) ist ein norwegischer Gitarrist, der unter dem Künstlernamen Euroboy auftritt. Er ist der Lead-Gitarrist der Rockband Turbonegro (auch bekannt als Turboneger, TRBNGR oder Stierkampf) und wurde international vor allem durch das Turbonegro-Album Apocalypse Dudes bekannt.
Schreiners Bühnenoutfit als Euroboy bestand aus schwarzer Kleidung sowie einer Tellermütze der SS. Seit der Veröffentlichung des Turbonegro-Albums Retox tritt er wieder in einer „Turbojugend Oslo“-Kutte sowie Denimjeans auf. Die Tellermütze trägt er nach wie vor.
Sein Gitarrenspiel wurde vor allem beeinflusst von James Williamson von The Stooges. Schreiner bezeichnet Raw Power von den Stooges als eines seiner Lieblingsalben. Sein Stil ist auch durch Ace Frehley von KISS und Angus Young von AC/DC beeinflusst.
Schreiner ist neben Turbonegro auch noch der Gitarrist und Sänger bei Euroboys (ehemals Kåre and the Cavemen).
Er trat auch als Produzent für Bands wie Turbonegro, Amulet und The Lovethugs in Erscheinung. 2002 richtete er mit Anders Moller von den Euroboys in Oslo sein eigenes Studio „Crystal Canyon“ ein.